# Arturo Badillo
Arturo Badillo (Tijuana, 2 giugno 1987) è un pugile messicano.
Soprannominato "Fuerte", ha un record attuale di 20-4, con 18 successi prima del limite.